# Celastraceae
Celastraceae је фамилија дикотиледоних биљака из реда Celastrales. Обухвата 94 рода са преко 1400 врста. Фамилија је космополитски распрострањења.